# Ordem de Distinção
Ordem de Distinção (original:Order of Distinction) é uma comenda nacional do sistema honorífico da Jamaica e a sexta em ordem de precedência das Ordens de Sociedades Honoríficas, que foram instituídas pela lei sobre National Honours and Awards de 1968. O motto da Ordem é "Distinção Através do Serviço".
A comenda é conferida a cidadãos da Jamaica que tenham prestado relevantes serviços e importantes para a Jamaica, ou para distinguir cidadãos de um país estrangeiro. Os primeiros são Membros da Ordem e últimos Membros Honorários da Ordem. A Ordem tem duas classes: Comandante, a mais alta, e Oficial, mais baixa. Os agraciados no grau de Comandante tem precedência sobre os Membros Oficiais e o Membros Honorários. Comandantes tem o direito de usar as iniciais CD após seu nome; Oficiais tem o direito de usar as inicias OD após seu nome.
A insígnia da Ordem, no grau de Comandante, é um distintivo triangular com bordas curvas. No centro dele há um medalhão mostrando o brasão de Armas da Jamaica em ouro, com o lema da Ordem em preto. O emblema é suspenso por uma fita de seda preta, dourada e verde, por um remate de prata de duas letras entrelaçadas "J" ligados ao ponto mais alto do triângulo. A insígnia no grau de Oficial é igual no formato triangular porém é suspensa por uma fita de cores semelhantes sem o remate; o triângulo de prata tem no centro um quadrado esmaltado amarelo no qual é colocado o brasão de Armas da Jamaica.